# Orthopsittaca manilata
Orthopsittaca manilata là một loài chim trong họ Psittacidae.